# Galectine-3
La galectine-3 (Gal-3) est l'une des galectines, ces dernières étant des lectines, glycoprotéines intervenant dans différents processus biologique. Elle se fixe sur le bêta-galactoside et est sécrétée par les macrophages. Son gène est le LGALS3 situé sur le chromosome 14 humain.

## Rôle
Son taux est augmenté en cas d'insuffisance cardiaque. Elle favoriserait la formation d'une fibrose et contribuerait à l'altération de la fonction cardiaque. Son dosage pourrait avoir un intérêt diagnostic et pronostic, mais ne semble pas apporter plus d'information que le dosage de la BNP. Elle pourrait cependant être un marqueur de risque de développer une insuffisance cardiaque chez une population non triée.
Elle favorise l'agrégation plaquettaire par l'intermédiaire de sa fixation sur la dectine 1 permettant l'activation de plusieurs kinases.